# Селевкія (Памфілія)
Селевкія (дав.-гр. Σελεύκεια, лат. Seleukeia, Lyrbe) — одне із стародавніх міст на середземноморському узбережжі Памфілії, в Анатолії, в 10 км на північ від м. Манавгата (близько 3 км на північ від села Bucakşeyhler), в провінції Анталія, Туреччина.

## Історія
Місто розташовувалося на вершині пагорба з крутими схилами, природним чином займаючи вигідну оборонну позицію.
Первісна назва — Lyrbe. Заснований в доелістичний період (330 — 30 рр. до н. е.).
У VIII—IX ст. Селевкія була адміністративним центром одного з районів (фем) візантійської Малої Азії.
У 1180-х рр. Селевкію взяли під контроль вірмени.
Збережені будівлі: залишки агори, мавзолей, римські лазні, некрополь, кілька храмів. Із-за своєї віддаленості місто не було розграбоване на будівельні матеріали.

## Розкопки
Археологічні розкопки проводилися у 1970-х рр. стамбульськими дослідниками. Знахідки: бронзова статуя Аполлона і мозаїка Орфея (датуються I—II ст. н. е.) — були передані музею Анталії. 